# Син начальника сиріт
«Син начальника сиріт» (англ. The Orphan Master's Son) — фантастичний роман Адама Джонсона. Після публікації у 2012 році, твір уже наступного року (2013) приніс автору Пулітцерівську премію. Комітет премії, зокрема, так описав цю працю:
|  | Витончено написаний роман, який переносить читача у пригодницьку мандрівку до глибин тоталітарної Північної Кореї та до найпотаємніших куточків людського серця Оригінальний текст (англ.) Аn exquisitely crafted novel that carries the reader on an adventuresome journey into the depths of totalitarian North Korea and into the most intimate spaces of the human heart. |

## Сюжет
Роман складається з двох частин — «Біографія Чона До» та «Зізнання командира Ґа».

### Частина 1
У першій частині описується життя Чона До — зразкового громадянина КНДР, який заради держави готовий практично на все. Провівши своє дитинство у сиротинці, згодом він стає тунельним солдатом (освоює техніку ведення бою у темряві), викрадачем людей з японського узбережжя, перекладачем з англійської мови, радистом на рибальському човні. Ба більше, стає «героєм» своєї країни та навіть удостоюється мандрівки до США у складі дипломатичної делегації, яка відвідує Техас. Однак, повернувшись на батьківщину, потрапляє до табору № 33. «І відтоді нічого невідомо про громадянина на ім'я Пак Чон До».

### Частина 2
Вбивши командира Ґа, Чон До вдає з себе держслужбовця та втікає з табору, а Великий керівник — Кім Чен Ір — цілком несподівано проголошує його справжнім командиром. Новий Ґа допомагає своїй новоспеченій дружині Сан Мун (народна акторка КНДР) разом із дітьми втекти з Кореї, за що, зрештою, потрапляє до рук слідчого «біографа», який має зафіксувати його зізнання.

## Відгуки критиків
У The New York Times Мічіко Какутані назвала його «сміливим і видатним романом, романом, який не тільки відкриває лякаюче вікно в таємниче королівство Північної Кореї, але й розкопує саме значення любові та жертовності». Пишучи в Wall Street Journal, Сем Сакс сказав, що «стилістичне розмах, технічна сміливість, моральна вага та дивовижне відчуття поточного моменту — поєднано у фільмі Адама Джонсона "Син господаря-сироти", єдиному найкращому творі художньої літератури, опублікованому в 2012 році».

## Український переклад
- Адам Джонсон. Син начальника сиріт. — Харків : КСД, 2016. — 592 p. — ISBN 978-617-12-0502-4.